# Märzwinter

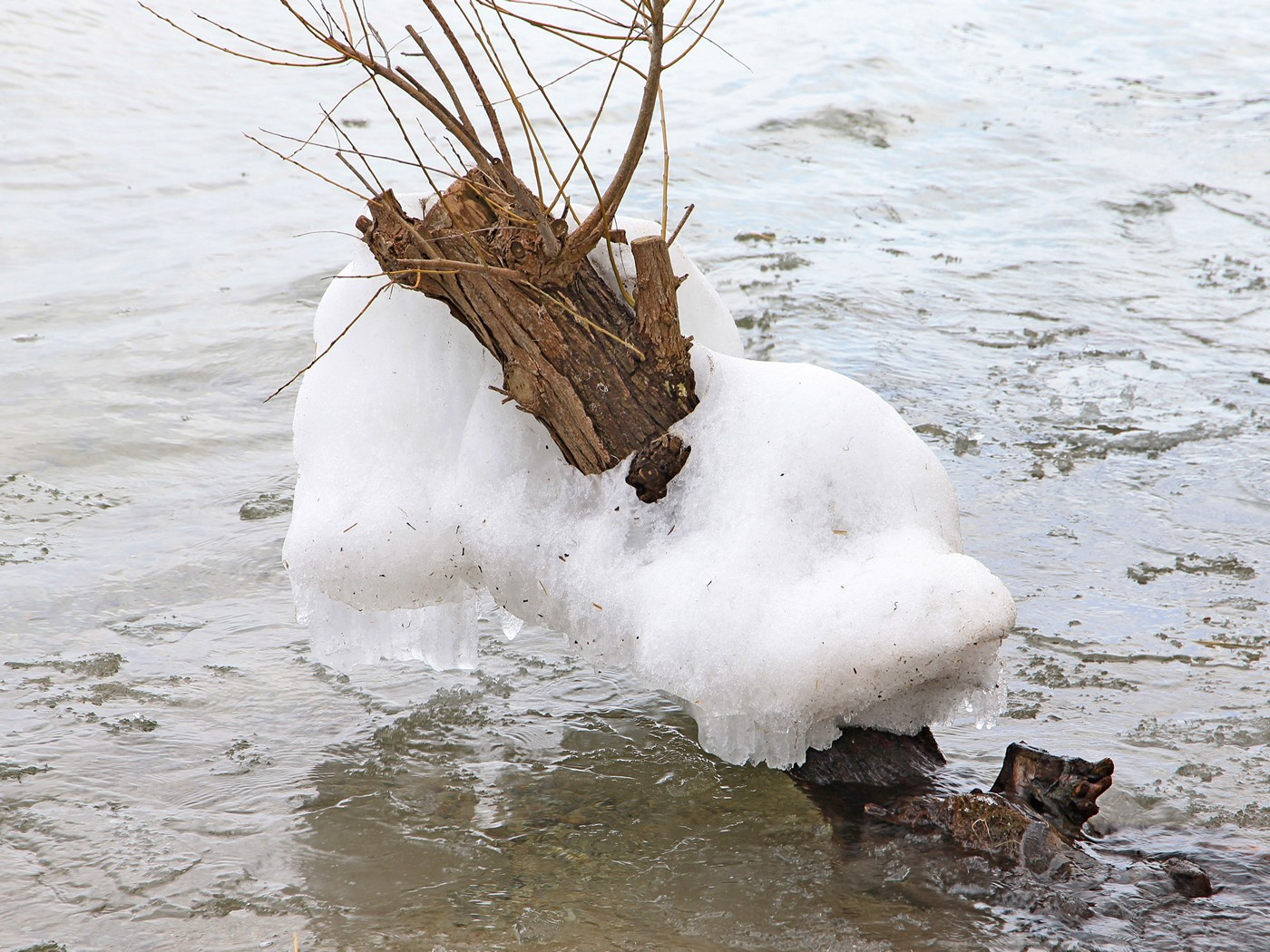
Eisschmelze Ende März in Mecklenburg (2018)

Als Märzwinter wird ein in Mitteleuropa häufig auftretender Spätwintereinbruch bezeichnet. Dabei tritt dieser Kälteeinbruch meist um die Mitte des Monats März mit frostigen Temperaturen auf.

## Begriff und Vorkommen
Der Märzwinter wird zu den meteorologischen Singularitäten gerechnet und trennt typischerweise Vorfrühling von Mittfrühling. Diese Kältewelle kann je nach Jahr von Ende Februar bis Anfang April auftreten. Ursache ist in den meisten Fällen von Nordosten eindringende polare Kaltluft, die sehr kalt und trocken ist. Meteorologen führen sie auf die Nordatlantische Oszillation zurück. Wenn es bis dahin durch ein Hochdruckgebiet oder warme Luft vom Atlantischen Ozean bereits recht warm war und die Natur sich bereits auf den Frühling eingestellt hat, kann der Märzwinter durch Spätfröste zu einer Entwicklungsverzögerung von ein bis zwei Wochen führen und auch – etwa im Obstbau gefürchtet – zu schweren Ernteverlusten, weil die Frühblüher in ihrer Blüte getroffen werden und diese erfrieren. Insbesondere kann es bei gleichzeitigem Feuchteeintrag noch einmal zu verspäteten – und dann auch heftigen – Schneefällen kommen. In diesem Fall spricht man von einer Vormonsunwelle (VM) als Singularität, mit kalter und feuchter Luft aus nördlichen Richtungen. Selbst ohne Frost oder Schnee kann es durch die Kältewelle zu Einbußen in der Landwirtschaft kommen, weil die Bienen als Hauptbestäuber nicht fliegen.
Es wird diskutiert, ob aufgrund des Klimawandels der Märzwinter seltener wird. Im Zeitraum von 1961 bis 1990 gab es 10 mal einen Märzwinter (10 Jahre aus 30 Jahren => 33,3 Prozent). Im Zeitraum von 1991 und 2020 gab es nur noch 4 mal einen Märzwinter (4 Jahre aus 30 Jahren => 13,3 %).

## Beispiele
Einen enormen Kälteeinbruch gab es Anfang März 2005, dabei maß man beispielsweise im baden-württembergischen Albstadt-Degerfeld bis zu minus 25 Grad.
Einen heftigen Märzwinter gab es 2013. Nach einigen ersten frühlingshaft warmen Tagen Anfang März kam es ab 8. März von Nord nach Süd fortschreitend zu einem kräftigen Kaltlufteinbruch in Mitteleuropa. Vor allem in Nord- und Ostdeutschland traten Monatsrekorde in Tiefsttemperatur und Schneedeckenhöhe auf, und der März 2013 gehört zu den kältesten Märzmonaten der letzten hundert Jahre. Auch das Osterwetter Ende März gestaltete sich winterlich. Erst nach der ersten Aprilwoche ließ die Kälte langsam nach.
Auch im März 2018 ereignete sich dieses Wetterphänomen besonders heftig, Mitte März fiel in Teilen Deutschlands sogar Schnee.